# Georges-André Chevallaz
Georges-André Chevallaz (7 de Fevereiro de 1915 — ) foi um político da Suíça.
Ele foi eleito para o Conselho Federal suíço em 5 de Dezembro de 1973 e terminou o mandato a 31 de Dezembro de 1983.
Georges-André Chevallaz foi Presidente da Confederação suíça em 1980.